# ORF-Beitrags Service
Die ORF-Beitrags Service GmbH (kurz OBS; bis Ende 2023 GIS Gebühren Info Service GmbH, kurz GIS; davor Gebühreninkasso Service GmbH) ist seit 1. Jänner 2024 mit der Einbringung und Abrechnung des ORF-Beitrages, als GIS bis 31. Dezember 2023 mit der Einbringung und Abrechnung der Rundfunkgebühr in Österreich beauftragt. Die OBS vollzieht seit 1. Jänner 2024 das ORF-Beitragsgesetz, BGBl. I Nr. 112/2023, bis Ende 2023 als GIS das Rundfunkgebührengesetz, und unterliegt als sogenanntes „beliehenes Unternehmen“ den Weisungen des Bundesministers für Finanzen.
Ähnliche Unternehmen, die mit dem OBS vergleichbar sind, wären beispielsweise das deutsche ARD ZDF Deutschlandradio Beitragsservice, die Schweizer Serafe AG oder das britische TV Licensing.

## Geschichte
Ursprünglich handelte es sich bei dem Unternehmen um eine hundertprozentige Tochter der Post und Telekom Austria. Das neue Rundfunkgebührengesetz von 1999 (kurz RGG) ermöglichte es dem Österreichischen Rundfunk (ORF), sich mit 50 % an der GIS zu beteiligen. Seit Anfang 2001 ist die OBS, vormals GIS, eine hundertprozentige Tochter des ORF.
Da die ursprüngliche Firma Gebühreninkasso Service GmbH hervorhob, dass die GIS ein Inkassobüro ist, wurde der Name im Mai 2000 in den bis Ende 2023 bestehenden Namen geändert, der ein Dienstleistungsunternehmen suggerieren sollte, das informiert und nicht kontrolliert. Weiters hat die GIS, nunmehr OBS, gleichzeitig behördliche Vollmachten und kann Bescheide in erster Instanz ausstellen.
Mit 1. Jänner 2024 wurde die bisherige Rundfunkgebühr vom ORF-Beitrag abgelöst, der nunmehr pro Hauptwohnsitz sowie für einige Unternehmen und (anders als die bisherige Rundfunkgebühr) unabhängig vom Empfangsgerät fällig ist. Die bisherige GIS Gebühren Info Service GmbH wurde von Gesetzes wegen in ORF-Beitrags Service GmbH umfirmiert und übernimmt seither als OBS die Aufgabe der Einhebung des ORF-Beitrags (BGBl. I Nr. 112/2023). Das bekannte gelbe GIS-Logo wurde durch das neue rot-weiß-rote OBS-Logo ersetzt.

## Unternehmensdaten
Das Unternehmen hat im Jahr 2021 936,3 Mio. EUR an Rundfunkgebühren und den damit verbundenen Abgaben und Entgelten eingehoben. Diese wurden wie folgt verteilt:
- ORF: 644,9 Mio. EUR Programmentgelte an den ORF
- Bund: 140,2 Mio. EUR (Rundfunkgebühren, Kunstförderungsbeitrag, Steuern)
- Bundesländer: 151,2 Mio. EUR

Ende 2021 verwaltete die GIS ca. 3.657.000 Rundfunkteilnehmer (2020: 3.653.000). Von diesen waren ca. 286.000 gebührenbefreit (2020: 294.000). Laut GIS lag „die Schwarzseherquote in bewohnten, privaten Haushalten“ im Jahr 2018 wie im Jahr davor bei rund 4 %.
Handelsrechtlicher Geschäftsführer ist Alexander Hirschbeck.  Die Aufsichtsratsmitglieder sind Eva Schindlauer (ARVors), Harald Kräuter (ARVorsStv),  Martina Skorepa, Petra Höfer, Hannes Prudlo und Doris Vogelsinger.
Das Unternehmen beschäftigt heute insgesamt rund 350 Mitarbeiter im Innen- und im Außendienst an den Standorten Wien, Linz, Graz und Innsbruck.

## Geschäftszweck
- Erfassung der Beitragspflichtigen auf Basis der Meldedaten (Hauptwohnsitz-Adressen);
- Abrechnung und Weiterleitung der eingehobenen Gelder an Länder und ORF (siehe Geschäftszahlen);
- gegebenenfalls Einleitung der Verwaltungswege bei Nichteinbringung der Gebühren;
- Entscheidung über mögliche Befreiung von der Pflicht zur Entrichtung des ORF-Beitrags und den damit verbundenen Abgaben; Zuschussleistung zum Fernsprechentgelt, sowie EAG-Kostenbefreiung oder EAG-Kostendeckelung (seit 2012);
- Information und Beratung zu allen Themen rund um den ORF-Beitrag

## Vorgehensweise
Die OBS hat die Möglichkeit, die registrierten Beitragspflichtigen mit den Meldedaten abzugleichen. Nicht gemeldete Hauptwohnsitz-Adressen von Privatpersonen und Unternehmen erhalten schriftliche Anfragen.
Die OBS ist ein beliehenes Unternehmen und kann daher Bescheide und Rückstandsausweise ausstellen. Beschwerden sind an das Bundesverwaltungsgericht zu richten (ORF-Beitrags Gesetz 2024).
Die OBS setzt vor allem auf Informationskampagnen in Fernsehen, Radio und Internet.

## Rechtliche Grundlagen
- Bundesgesetz über die Erhebung eines ORF-Beitrags 2024 (ORF-Beitrags-Gesetz 2024), StF: BGBl. I Nr. 112/2023. In der geltenden Fassung im Rechtsinformationssystem des Bundes (RIS).
- Bundesgesetz über den Österreichischen Rundfunk (ORF-Gesetz, ORF-G), StF: BGBl. Nr. 379/1984. In der geltenden Fassung im RIS.
- Anlage zum Fernmeldegebührengesetz (Fernmeldegebührenordnung), StF: BGBl. Nr. 170/1970. In der geltenden Fassung im RIS.
- Bundesgesetz über Zuschussleistungen zu Fernsprechentgelten (Fernsprechentgeltzuschussgesetz – FeZG), StF: BGBl. I Nr. 142/2000. In der geltenden Fassung im RIS.

ab 1. Jänner 2024:
- Änderung des ORF-Gesetzes, der Fernmeldegebührenordnung, des Fernsprechentgeltzuschussgesetzes, des Finanzausgleichsgesetzes 2017, des KommAustria-Gesetzes, des Kommunikationsplattformen-Gesetzes, des Fernseh-Exklusivrechtegesetzes und des Künstler-Sozialversicherungsfondsgesetzes, Erlassung des ORF-Beitrags-Gesetzes 2024 sowie Aufhebung des Rundfunkgebührengesetzes, des Fernmeldegebührengesetzes und des Kunstförderungsbeitragsgesetzes 1981, BGBl. I Nr. 112/2023 vom 8. September 2023.

 aufgehoben zum 31. Dezember 2023 mit BGBl. I Nr. 112/2023:
- Bundesgesetz betreffend die Einhebung von Rundfunkgebühren (Rundfunkgebührengesetz – RGG), StF: BGBl. I Nr. 159/1999. In der Fassung 31. Dezember 2023 im RIS.
- Bundesgesetz vom 18. Juni 1970 über Fernmeldegebühren (Fernmeldegebührengesetz), StF: BGBl. Nr. 170/1970. In der Fassung 31. Dezember 2023 im RIS.
- Bundesgesetz vom 9. Dezember 1981 über den Kunstförderungsbeitrag (Kunstförderungsbeitragsgesetz 1981), StF: BGBl. Nr. 573/1981. In der Fassung 31. Dezember 2023 im RIS.

## Rundfunkgebühren
Von Februar 2022 bis Dezember 2023 war für Fernsehen (inkl. Radio) in Österreich eine durchschnittliche Rundfunkgebühr von 26,63 Euro pro Monat zu entrichten, für Radio allein (ohne Fernsehen) waren durchschnittlich 7,46 Euro zu zahlen.
Die unterschiedliche Höhe der Gebühren kam dadurch, dass mit der Rundfunkgebühr auch Landesabgaben – je nach Bundesland  unterschiedlich hoch – erhoben wurden. In Vorarlberg und Oberösterreich wurde keine Landesabgabe erhoben.
Der ORF erhielt von den eingehobenen Gebühren lediglich das sogenannte Programmentgelt.
| Rundfunkgebühren in den österreichischen Bundesländern in Euro pro Monat (TV inkl. Radio) (ab April 2017) |        |             |               |                  |                  |                |      |
| | Gesamt | Radiogebühr | Fernsehgebühr | Programmentgelte | Kunst- förderung | Landes- abgabe | USt  |
| Gebühr fließt an                                                                                          |        | Bund        | Bund          | ORF              | Bund             | Länder         | Bund |
| Wien | 26,33  | 0,36        | 1,16          | 17,21            | 0,48             | 5,40           | 1,72 |
| Niederösterreich                                                                                          | 26,33  | 0,36        | 1,16          | 17,21            | 0,48             | 5,40           | 1,72 |
| Burgenland                                                                                                | 23,73  | 0,36        | 1,16          | 17,21            | 0,48             | 2,80           | 1,72 |
| Oberösterreich                                                                                            | 20,93  | 0,36        | 1,16          | 17,21            | 0,48             | 0,00           | 1,72 |
| Salzburg                                                                                                  | 25,63  | 0,36        | 1,16          | 17,21            | 0,48             | 4,70           | 1,72 |
| Steiermark                                                                                                | 26,73  | 0,36        | 1,16          | 17,21            | 0,48             | 5,80           | 1,72 |
| Kärnten                                                                                                   | 26,03  | 0,36        | 1,16          | 17,21            | 0,48             | 5,10           | 1,72 |
| Tirol | 24,63  | 0,36        | 1,16          | 17,21            | 0,48             | 3,70           | 1,72 |
| Vorarlberg                                                                                                | 20,93  | 0,36        | 1,16          | 17,21            | 0,48             | 0,00           | 1,72 |

| Rundfunkgebühren in den österreichischen Bundesländern in Euro pro Monat (nur Radio) (Stand: April 2017) |        |             |               |                  |                  |                |      |
| | Gesamt | Radiogebühr | Fernsehgebühr | Programmentgelte | Kunst- förderung | Landes- abgabe | USt  |
| Gebühr fließt an                                                                                         |        | Bund        | Bund          | ORF              | Bund             | Länder         | Bund |
| Wien | 7,33   | 0,36        | 0,00          | 4,60             | 0,48             | 1,43           | 0,46 |
| Niederösterreich                                                                                         | 7,30   | 0,36        | 0,00          | 4,60             | 0,48             | 1,40           | 0,46 |
| Burgenland                                                                                               | 6,60   | 0,36        | 0,00          | 4,60             | 0,48             | 0,70           | 0,46 |
| Oberösterreich                                                                                           | 5,90   | 0,36        | 0,00          | 4,60             | 0,48             | 0,00           | 0,46 |
| Salzburg                                                                                                 | 7,50   | 0,36        | 0,00          | 4,60             | 0,48             | 1,60           | 0,46 |
| Steiermark                                                                                               | 7,40   | 0,36        | 0,00          | 4,60             | 0,48             | 1,50           | 0,46 |
| Kärnten                                                                                                  | 7,30   | 0,36        | 0,00          | 4,60             | 0,48             | 1,40           | 0,46 |
| Tirol | 6,90   | 0,36        | 0,00          | 4,60             | 0,48             | 1,00           | 0,46 |
| Vorarlberg                                                                                               | 5,90   | 0,36        | 0,00          | 4,60             | 0,48             | 0,00           | 0,46 |

## Kritik
Der GIS wird generell häufig kundenfeindliches Agieren vorgeworfen.
Insbesondere wird oft kritisiert, dass die GIS Rundfunkgebühren auch von Menschen einfordert, die weder Radio noch Fernseher besitzen, oder, trotz Besitz eines Empfangsgerätes, die Programme des ORF nicht konsumieren. Nach österreichischer Rechtslage ist aber jeder, der ein oder mehrere Rundfunkempfangsgeräte in Gebäuden betreibt oder auch nur zum Betrieb bereithält, verpflichtet, die Gebühren zu bezahlen, wenn der Standort mit den Programmen des ORF terrestrisch (analog oder DVB-T) versorgt wird. Sieht man von der Gebührenbefreiung für Hilfsbedürftige ab, so ist die einzige legale Möglichkeit für Privathaushalte, die Bezahlung der Gebühren zu vermeiden, der völlige Verzicht auf Rundfunkempfang in geschlossenen Räumen (für Empfang in Fahrzeugen oder im Freien müssen keine Gebühren entrichtet werden). Die Entscheidung des Verwaltungsgerichtshofs 2015 hat nicht nur bewirkt, dass für internetfähige Computer keine Rundfunkgebühr anfällt, sondern auch für TV-Monitore. Aus dieser Entscheidung heraus sind in Österreich mehrere Anbieter von sogenannten „Gis-freien“ TVs hervorgegangen.
Hinweise auf der Webseite der GIS, dass alle Geräte, mit denen der Rundfunkempfang möglich ist, auch melde- und gebührenpflichtig seien – und damit auch internetfähige Computer – bezeichnete die Volksanwaltschaft in ihrem Bericht an den Nationalrat und den Bundesrat 2008 als unrichtig und stellte dem auch ihrer Meinung nach widersprechende Rechtsauffassungen des Bundesministeriums für Finanzen und des Bundeskanzleramts entgegen. 2015 bestätigte der Verwaltungsgerichtshof, dass internetfähige Computer nicht der Rundfunkgebühr unterliegen.
Weitere Kritikpunkte sind datenschutzrechtlicher Natur: So setzt sich die ARGE Daten immer wieder zum Beispiel wegen der umfassenden Abfragemöglichkeit im zentralen Melderegister und der Verarbeitung der Sozialversicherungsnummer kritisch mit der GIS auseinander.
Massive Kritik an der GIS übte 2005 der Österreichische Rechtsanwaltskammertag: Obwohl der Verfassungsgerichtshof Teile des Wiener Kulturförderungsbeitragsgesetzes als verfassungswidrig aufgehoben hatte, kündigte die GIS an, die Gebühren weiterhin einzuheben und erst später gegebenenfalls zurückzuzahlen.
Ein weiterer Kritikpunkt ist, dass die GIS ihre Außenstände an dritte Inkassobüros zur Eintreibung weiterreicht, obwohl sie das Recht einer Verwaltungsbehörde hat, Rückstandsausweise ausstellen zu dürfen, und diese Vorgehensweise zusätzliche Kosten für den „Kunden“ mit sich bringt. Andere Verwaltungsbehörden der Gemeinden, der Länder und des Bundes müssen für Gerichtshandlungen, für die ein Rechtsanwalt vorgeschrieben ist, die Finanzprokuratur beauftragen. Somit entstehen bei Rückständen bei Verwaltungsbehörden unterschiedliche Kosten für den Bürger.
Im Zuge des parlamentarischen Verfahrens zur Änderung des Rundfunkgebührengesetzes im Frühjahr 2016 wurde wieder auf die Kostenfolgen durch die Zwischenschaltung von Inkassobüros und Rechtsanwälten zur Einbringlichmachung von Rundfunkgebühren hingewiesen und diese Praxis kritisiert.

## Rechtliches

### Höchstgerichtliche Entscheidungen
Mit seinem Erkenntnis vom 4. September 2008 entschied der österreichische Verwaltungsgerichtshof zugunsten eines Beschwerdeführers, dass kein Programmentgelt zu zahlen ist, wenn der Empfang der Programme des ORF technisch nicht möglich ist:

„Der angefochtene Bescheid wird im angefochtenen Umfang, also hinsichtlich des Abspruches über das gemäß § 31 ORF-Gesetz zu entrichtende monatliche Programmentgelt sowie im Ausspruch über den insgesamt zu entrichtenden Betrag wegen Rechtswidrigkeit seines Inhaltes aufgehoben.“

Sämtliche anderen Bestandteile der Gebühren, einschließlich der Fernsehgebühr waren nach Ansicht der GIS gesetzeskonform (siehe Änderung des ORF-Gesetzes unten) dennoch zu bezahlen.

„Für die GIS bedeutet das Erkenntnis des VwGH, dass Rundfunkteilnehmer, die eine Abmeldung ihres Fernsehgeräts aufgrund des Nicht-Empfangs der ORF-Programme vornehmen wollen, diese nur hinsichtlich des Fernsehentgelts durchführen können. […] Alle anteiligen sonstigen Abgaben (Radio- und Fernsehgebühr, Kulturförderungsbeitrag und Landesabgabe) sind weiterhin zu entrichten, ebenso das Entgelt für den Empfang von Radioprogrammen.“

Der Österreichische Verwaltungsgerichtshof entschied am 30. Juni 2015:

„Rundfunkempfangseinrichtungen im Sinne des Rundfunkgebührengesetzes sind lediglich jene Geräte, die 'Rundfunktechnologien' verwenden (drahtloser terrestrischer Weg, Kabelnetze, Satellit). Ein Computer, über den mittels dieser Rundfunktechnologien Rundfunkprogramme empfangen werden können (etwa mittels TV- oder Radiokarte, DVB-T-Modul), ist demnach als Rundfunkempfangsgerät zu beurteilen. Ein Computer lediglich mit einem Internetanschluss ist hingegen kein Rundfunkempfangsgerät, sodass dafür keine Rundfunkgebühren zu bezahlen sind.“

Das Erkenntnis löste in Österreich zahlreiche Reaktionen aus. Richard Grasl, kaufmännischer Direktor des ORF, forderte etwa, eine Diskussion über die Einführung einer Haushaltsabgabe zu beginnen, wie sie bereits in Deutschland oder der Schweiz bestehe.

### Änderung des ORF-Gesetzes
Das Erkenntnis des VwGH von September 2008 (siehe oben) wurde im Dezember 2011 mit den Stimmen der ÖVP und der SPÖ im Parlament durch Ergänzung des § 31 Abs. 10 ORF-Gesetz wirkungslos gemacht, die mit 1. Jänner 2012 in Kraft getreten ist. Damit wird die Entrichtung des ORF-Programmentgelts, das Bestandteil der Rundfunk- und Fernsehgebühren ist, jedenfalls auch dann wieder fällig, wenn am Standort die Versorgung mit den Programmen des Österreichischen Rundfunks terrestrisch, analog oder über DVB-T gegeben ist und ein empfangsbereites Gerät bereitgehalten oder betrieben wird. Dies selbst dann wieder, wenn mit dem Gerät die ORF-Programme nicht empfangen werden können.
Begründet wurde der Initiativantrag der Nationalratsabgeordneten Josef Cap (SPÖ) und Karlheinz Kopf (ÖVP) zur Gesetzesänderung damit, dass

„Mit der Ergänzung in § 31 Abs. 10 […] klargestellt [wird], dass ein Rundfunkteilnehmer (das ist jedermann, der an einem Standort Rundfunkempfangseinrichtungen im Sinne des § 1 Abs. 1 RGG betreibt oder betriebsbereit hält) dann jedenfalls zur Zahlung des ORF-Programmentgelts verpflichtet ist, wenn sein Standort mit den ORF-Programmen nach § 3 Abs. 1 terrestrisch analog oder digital im Format DVB-T versorgt wird.“

### Rechtmäßigkeit der Haushaltsabgabe
Der Verfassungsgerichtshof erklärte die 2024 eingeführte Haushaltsabgabe am 1. Juli 2025 für rechtmäßig. Anlass der Entscheidung war eine Beschwerde, wonach der Beitrag gleichheitswidrig sei. Es sei ungerecht, dass auch Haushalte, in denen keine ORF-Inhalte genutzt würden, den Beitrag von 15,30 Euro pro Monat zu zahlen haben. Der Verfassungsgerichtshof befand jedoch, der Gleichheitsgrundsatz verlange nicht, dass der Beitrag an den tatsächlichen Konsum des Angebots geknüpft ist.

## Hackerangriff auf GIS-Webseite
Am 22. Juli 2011 kam es zu einem Hackerangriff auf die Website der GIS. Aktivisten von Anonymous haben damit, nach Angriffen auf die Websites der österreichischen Parteien SPÖ und FPÖ versucht, ihre Internet-Demonstrationen weiterzuführen. Dabei wurden über 214.000 Datensätze von Kunden, davon rund 96.000 mit Kontonummer, kopiert. Am 26. Juli wurden alle betroffenen Personen schriftlich und über eine kostenpflichtige Hotline über den Hackerangriff informiert.